# Pliocyon
Pliocyon — викопний рід хижих ссавців з родини амфіціонових, який населяв Північну Америку протягом середнього міоцену 16.0–13.6 млн років та існував приблизно 2 мільйони років. Скам'янілості були виявлені в Південній Флориді, Орегоні та західній Небрасці.